# Nguyễn Tử Quỳnh
 Nguyễn Tử Quỳnh (sinh năm 1959) là một chính khách Việt Nam. Ông nguyên là Phó Bí thư Tỉnh ủy, Chủ tịch Ủy ban nhân dân tỉnh Bắc Ninh, nguyên Phó Chủ tịch thường trực Ủy ban nhân dân tỉnh.

## Lý lịch và học vấn
Nguyễn Tử Quỳnh sinh ngày 2 tháng 9 năm 1959, quê quán phường Thị Cầu, thành phố Bắc Ninh, tỉnh Bắc Ninh.
Trình độ chuyên môn: Đại học chuyên ngành Toán kinh tế.
Trình độ lý luận chính trị: Cử nhân

## Sự nghiệp
Từ 10/1981 - 6/1984: Cán bộ Xí nghiệp chế biến thức ăn gia súc Tân Dĩnh, Ty Nông nghiệp Hà Bắc (tỉnh cũ).
Từ 7/1984 - 7/1988: Phó Bí thư Chi bộ, Phó Giám đốc Xí nghiệp chế biến thức ăn gia súc Tân Dĩnh, Ty Nông nghiệp Hà Bắc.
Từ 8/1988 - 10/1994: Đảng ủy viên, Bí thư Chi bộ, Trưởng phòng Kinh tế - Tổng hợp, Sở Nông nghiệp Hà Bắc; Ủy viên BCH Công đoàn thị xã Bắc Giang, Chủ tịch Công đoàn Sở Nông nghiệp Hà Bắc.
Từ 11/1994 - 12/1996: Chi ủy viên Chi bộ - Trưởng phòng Kế hoạch - Tài chính, Sở Địa chính Hà Bắc.
Từ 1/1997 - 12/1999: Bí thư Chi bộ - Phó Giám đốc Sở Địa chính Bắc Ninh.
Từ 01/2000 - 9/2003: Tỉnh ủy viên - Bí thư Chi bộ, Phó Giám đốc Sở Địa chính Bắc Ninh.
Từ 10/2003 - 4/2008: Tỉnh ủy viên - Bí thư Đảng ủy, Giám đốc Sở Tài nguyên và Môi trường Bắc Ninh.
Từ 5/2008 - 10/2008: Tỉnh ủy viên – Bí thư Thành ủy Bắc Ninh, tỉnh Bắc Ninh.
Từ 11/2008 - 6/2011: Ủy viên Ban Thường vụ Tỉnh ủy – Bí thư Thành ủy Bắc Ninh, tỉnh Bắc Ninh.
Từ 7/2011 - 4/2015: Ủy viên Ban Thường vụ Tỉnh ủy – Phó Chủ tịch Ủy ban nhân dân tỉnh Bắc Ninh.
Từ 5/2015 – 6/2016: Phó Bí thư Tỉnh ủy, Chủ tịch Ủy ban nhân dân tỉnh Bắc Ninh; Đại biểu Hội đồng nhân dân tỉnh Bắc Ninh khóa XVIII, nhiệm kỳ 2016-2021.
Ngày 28/6/2016, tại kỳ họp thứ Nhất, Hội đồng nhân dân tỉnh Bắc Ninh khóa XVIII, nhiệm kỳ 2016 – 2021 đã bầu Nguyễn Tử Quỳnh tái cử giữ chức vụ Chủ tịch Ủy ban nhân dân tỉnh với 51/51 phiếu tán thành (100% đại biểu có mặt).
Tháng 10 năm 2019, ông nghỉ hưu.

## Bê bối
Ngày 19/1/2024, ông Nguyễn Tử Quỳnh và ông Nguyễn Hạnh Chung (cựu giám đốc Sở Y tế Bắc Ninh, hiện là Phó chủ tịch HĐND tỉnh Bắc Ninh) bị Cơ quan Cảnh sát điều tra Bộ Công an bắt tạm giam để điều tra tội Nhận hối lộ, theo trung tướng Tô Ân Xô, người phát ngôn Bộ Công an. 